# Pierogi z kaszy jaglanej i sera
Pierogi z kaszy jaglanej i sera, pierogi jarskie gotowane z kaszy jaglanej i białego sera. Tradycyjne danie charakterystyczne dla Lubelszczyzny i Podkarpacia.

## Składniki i przygotowanie
- kasza jaglana

- mąka pszenna

- ser biały (lub lokalnie twaróg)

- jajka

- mleko

- masło

- sól

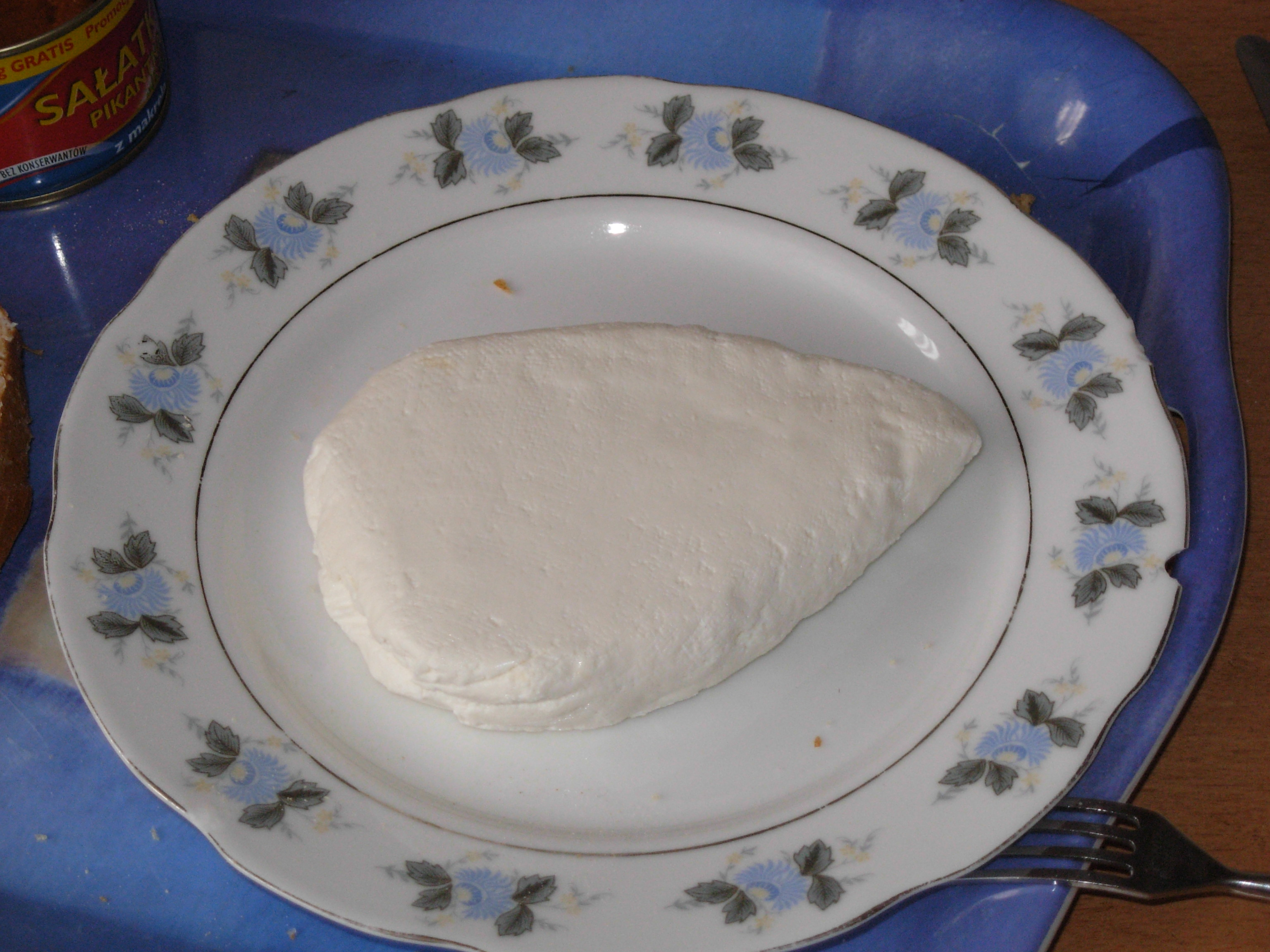
Regionalny ser biały
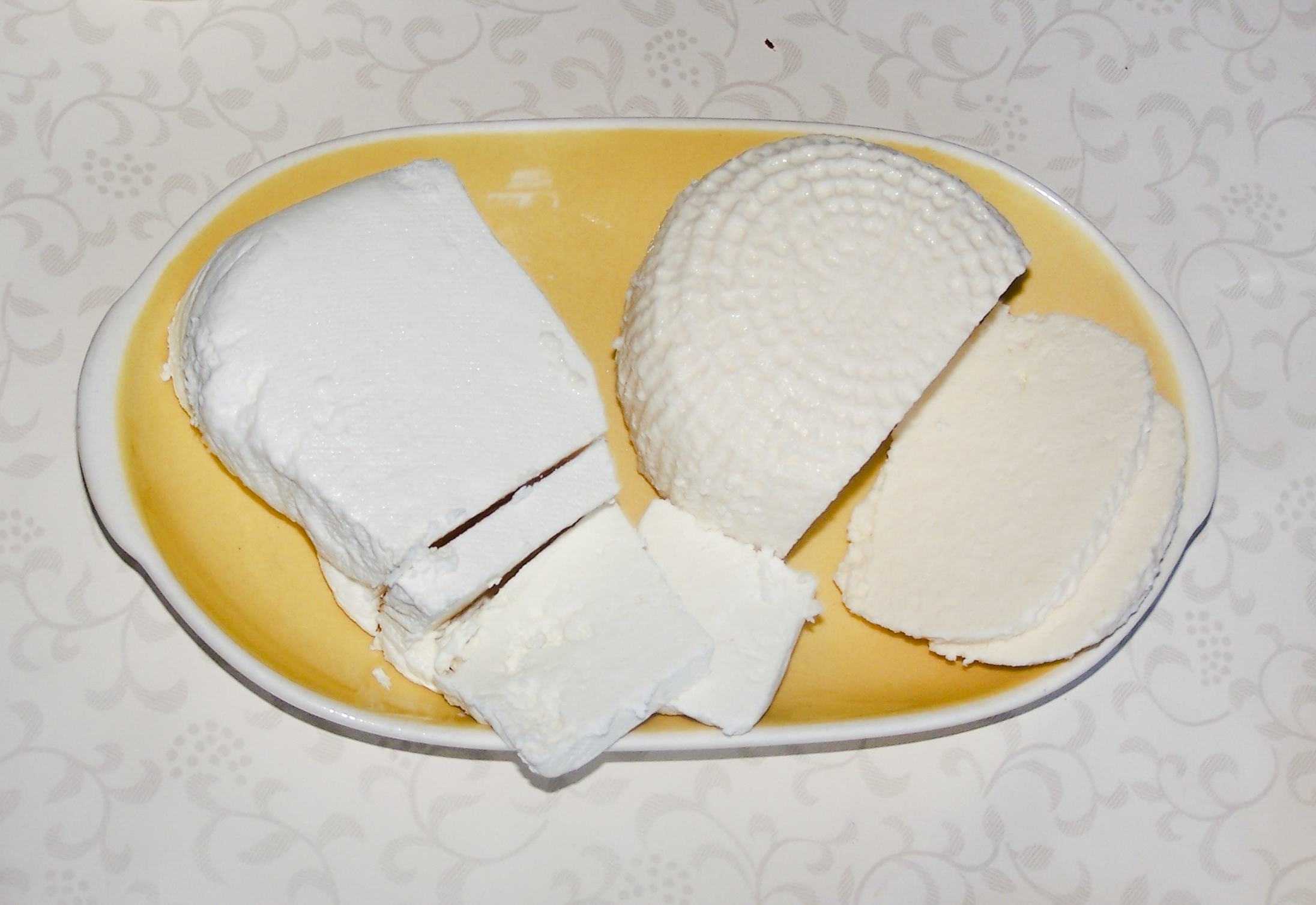
Twaróg
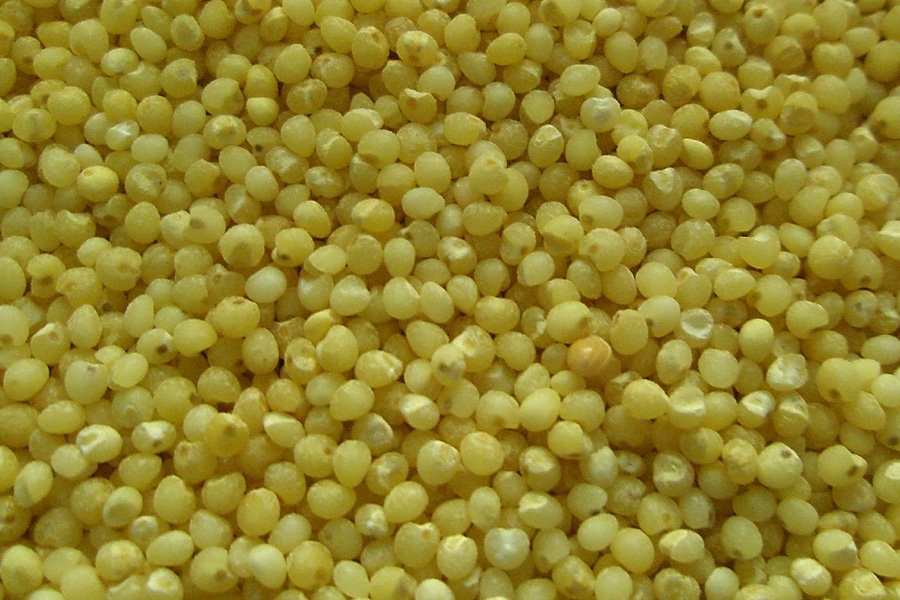
Kasza jaglana

Kasza jaglana zostaje ugotowana na słodkim mleku z dodatkiem masła, soli i pozostawiona do wystygnięcia. Następnie zostaje połączona z białym serem i dokładnie wymieszana na jednolitą masę. Ciasto na pierogi zostaje przygotowane z mąki pszennej, jajek, soli, rozpuszczonego masła i letniej wody. Całość zostaje zagnieciona i rozwałkowana. Wycięte z ciasta krążki zostają wypełnione przygotowanym farszem, zlepiane brzegi i gotowane. Pierogi po ugotowaniu, są podawane polane roztopionym masłem.  
Wpisane na Krajową listę produktów tradycyjnych Ministerstwa Rolnictwa i Rozwoju Wsi, w dniu 9 marca 2010 w kategorii; Gotowe dania i potrawy w woj. podkarpackim.

## Jeżowskie pierogi z kaszą jaglaną i twarogiem
Pierogi z kaszy jaglanej i twarogu zamiast sera z Jeżowego. Dawniej przyrządzane były przeważnie w dni świąteczne, obecnie są gotowane w piątki jako danie postne. Podawane są na ciepło; polane przesmażoną cebulką na maśle, albo śmietaną. 
Wpisane na Krajową listę produktów tradycyjnych Ministerstwa Rolnictwa i Rozwoju Wsi, w dniu 17 kwietnia 2013 w kategorii; Gotowe dania i potrawy w woj. podkarpackim.

## Pierogi skromowskie z kaszą jaglaną, serem i miętą
Pierogi z kaszą jaglaną, białym serem i obowiązkowo z miętą, z Woli Skromowskiej, przygotowywane według starej, niezmiennej receptury. Pierogi podawane są na ciepło, polane śmietaną. 
Wpisane na Krajową listę produktów tradycyjnych Ministerstwa Rolnictwa i Rozwoju Wsi, w dniu 18 lipca 2016 w kategorii; Gotowe dania i potrawy w województwie woj. lubelskim